# Helvetic Airways

Helvetic Airways Fokker 100 com a pintura antiga

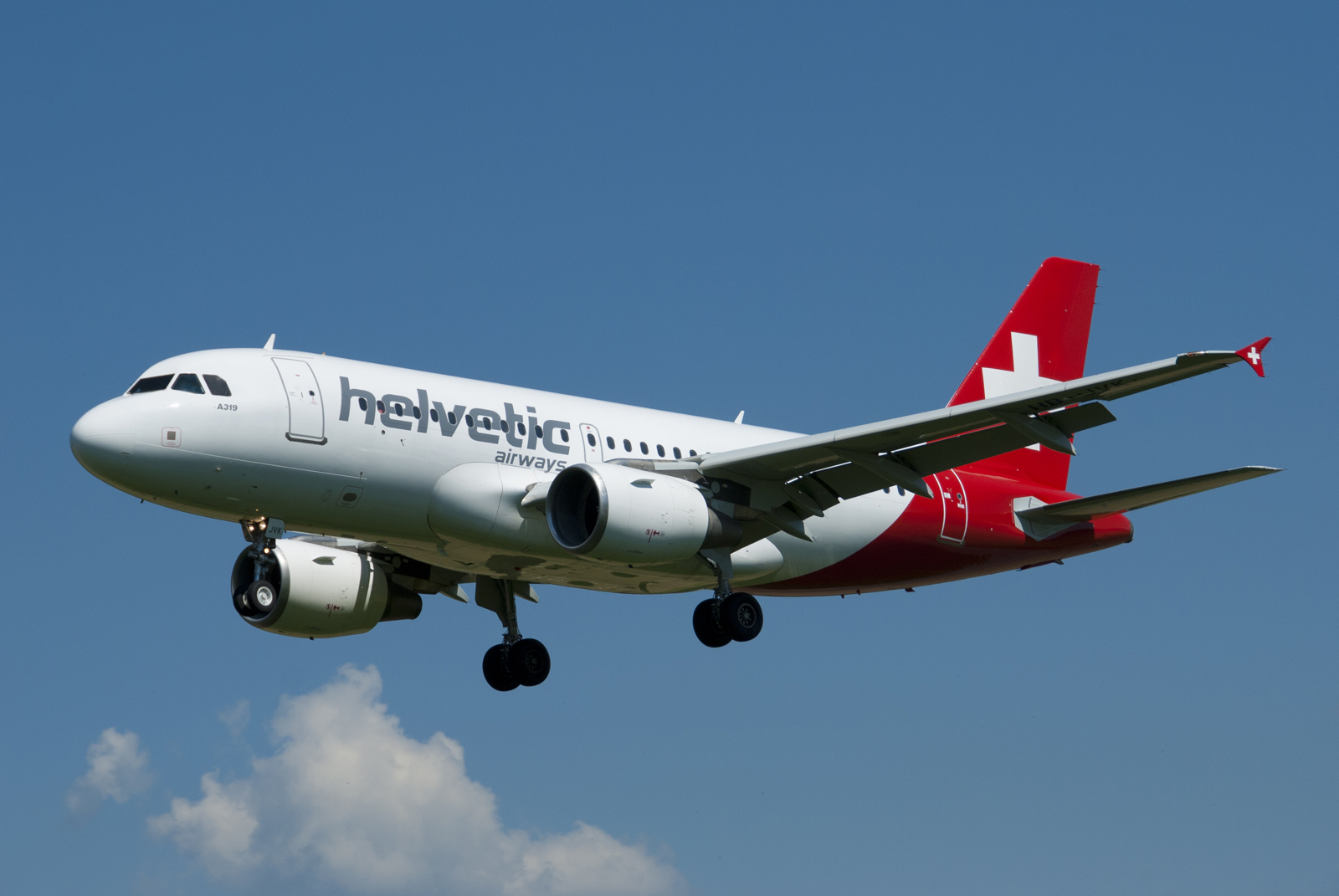
Airbus A319-100 da Helvetic Airways no qual não está mais na frota

A Helvetic Airways é uma companhia aérea suíça sediada em Kloten com sua frota estacionada no aeroporto de Zurique. Opera voos para destinos na Europa e no norte da África, principalmente mercados de lazer, em seu próprio nome, bem como voos regulares em nome da Swiss International Air Lines e Lufthansa usando sua frota de Embraer 190 e Embraer 190-E2.

## História
A Helvetic Airways foi criada no Outono de 2003 como um "rebranding" e extensão da companhia aérea Odette Airways existente para servir destinos no Sudeste da Europa. A primeira operadora de orçamento da Suíça começou a operar em novembro com um Fokker 100 voando para três destinos. Em 2004, a frota cresceu para 7 aeronaves.
Em dezembro de 2006, a transportadora revelou um novo visual para suas aeronaves. Desde aquela época, todos os Fokker 100 têm cores claras nas cores cinza vermelho-branco-prata com a cruz suíça na cauda.
Em outubro de 2010, a mídia suíça anunciou uma nova base no aeroporto de Berna.
Em 18 de fevereiro de 2013, ocorreu um roubo de diamantes belgas no Aeroporto Internacional de Bruxelas, oito homens armados com armas automáticas e vestidos com uniformes da polícia apreenderam 120 pequenos pacotes contendo um valor estimado em 50 milhões de dólares em diamantes em um Fokker 100 da Helvetic Airways lotado de passageiros preparando-se para partir para Zurique.
Em dezembro de 2014, Helvetic Airways começou a adquirir sete Embraer 190, que foram liberados pela Niki, mudando sua frota.
Desde março de 2016, há um contrato de locação com a Lufthansa para a rota Zurique- Munique.
Em 2018, a Swiss International Air Lines ampliou a parceria com a Helvetic Airways, anunciando que vai implantar até oito aeronaves Embraer E190-E2 ou equipamentos semelhantes da Helvetic Airways em sua malha aérea, a partir de 2019.
Em 14 June 2019, o último Fokker 100 da Helvetic Airways foi retirado da frota.
Em 29 de outubro de 2019, a transportadora recebeu sua primeira aeronave Embraer E190-E2.

## Frota

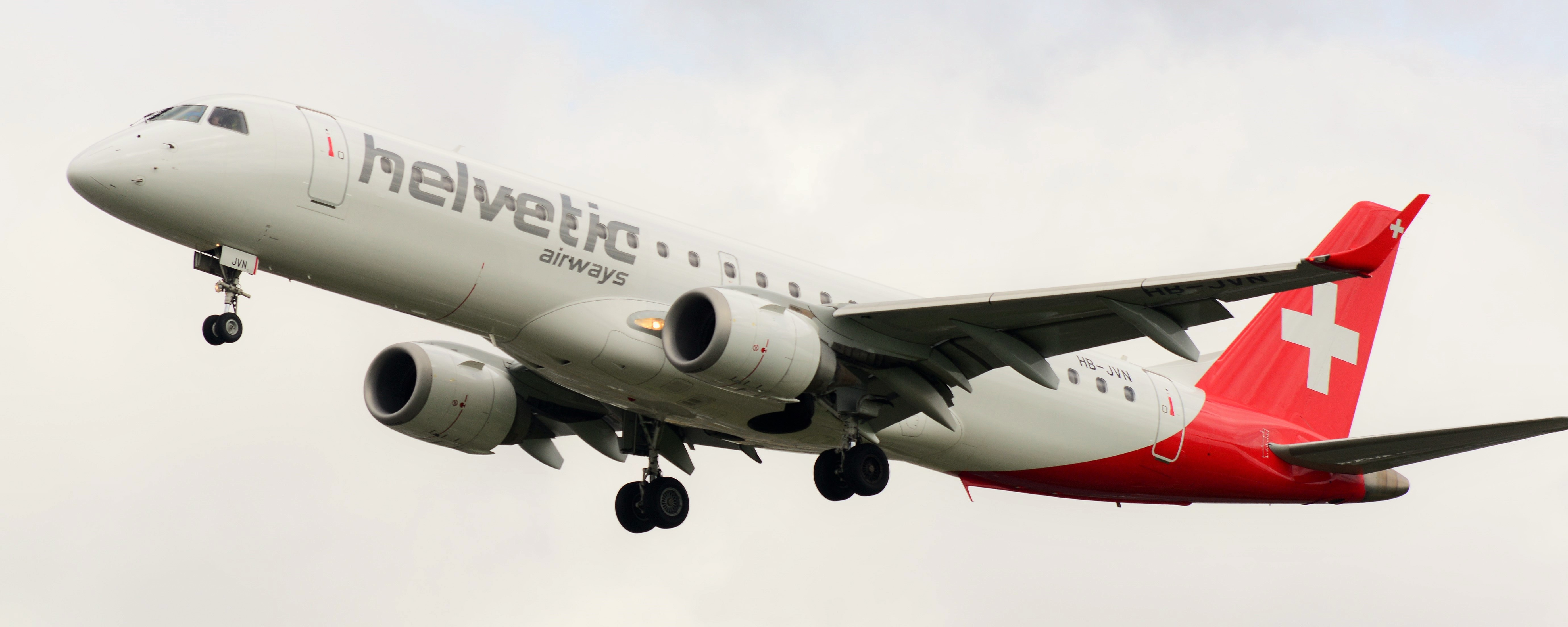
Helvetic Airways Embraer 190

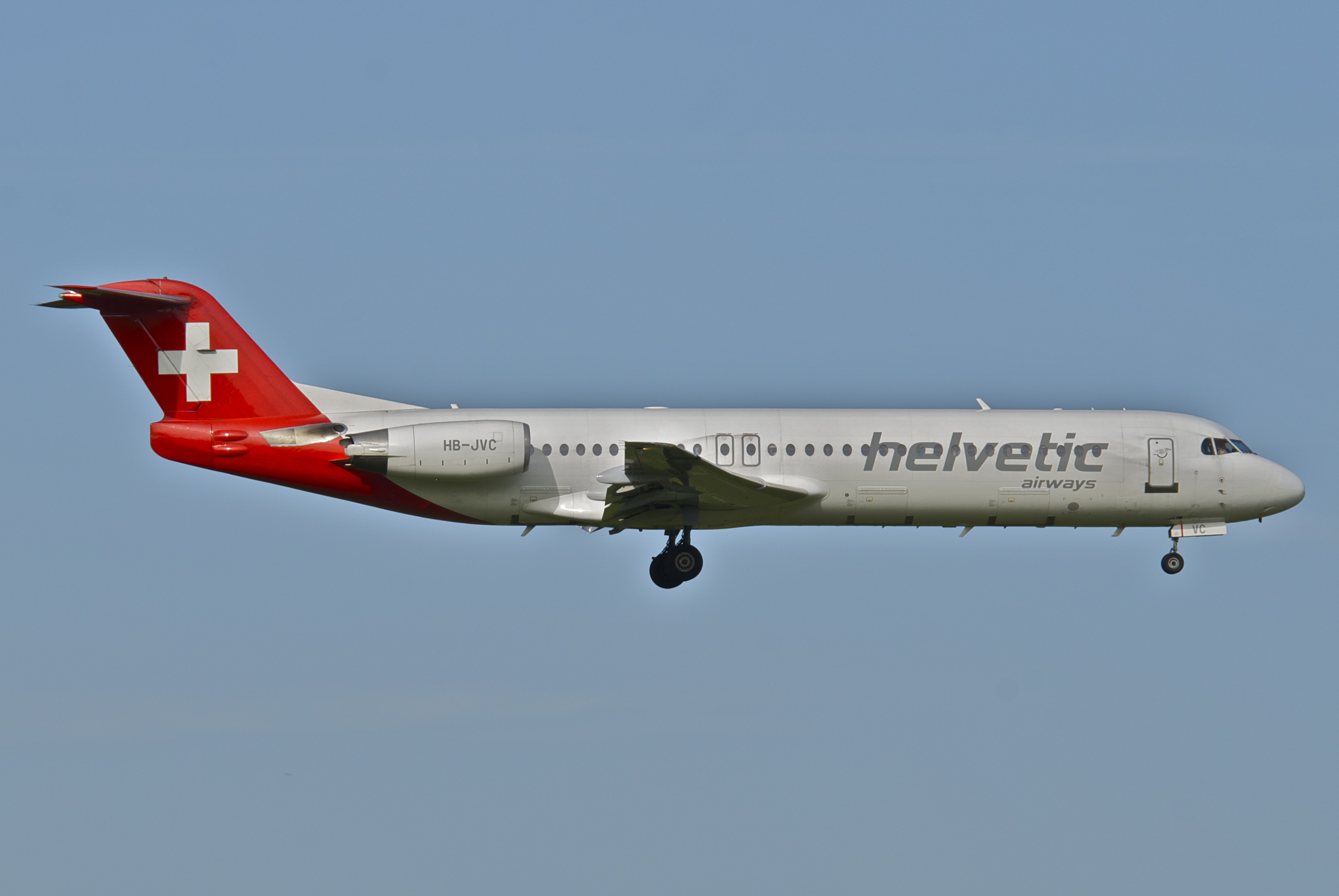
Helvetic Airways Fokker 100

A frota da Helvetic Airways inclui as seguintes aeronaves, a partir de julho de 2020:
| Modelo         | Em serviço | Encomendadas | Passageiros | Notas                                                               |  |
| -------------- | ---------- | ------------ | ----------- | ------------------------------------------------------------------- |  |
| Embraer 190    | 11         | —            | 112         | Operado pela Swiss International Air Lines.                         |  |
| Embraer 190-E2 | 6          | 6            | 110         | Pedido com 12 direitos de compra. Deliveries between 2019 and 2021. |  |
| Embraer 195-E2 | 2          | 2            | 134         | Convertido do pedido E190-E2.                                       |  |
| Total          | 16         | 11           |             |                                                                     |  |

### Frota histórica
- Airbus A319-100[14]
- Fokker 100
- McDonnell Douglas MD-83[15]